# Villeneuve-la-Dondagre
Villeneuve-la-Dondagre è un comune francese di 247 abitanti situato nel dipartimento della Yonne nella regione della Borgogna-Franca Contea.

## Società

### Evoluzione demografica
Abitanti censiti